# غلستان شهيد رجائي (ريغستان)
غلستان شهید رجائي (بالفارسية: گلستان شهیدرجائی) هي قرية تقع في إيران في قسم ریغستان الريفي. يقدر عدد سكانها بـ 101 نسمة .